# 全日本学生弓道遠的選手権大会
全日本学生弓道遠的選手権大会（ぜんにほんがくせいきゅうどうえんてきせんしゅけんたいかい）は、毎年8月に行われる大学弓道の大会である。男女個人戦の遠的競技。全日本学生弓道選手権大会と連続して開催される。

## 過去の成績（男子）
| 開催年         | 優勝               | 優勝               | 準優勝             | 準優勝             | 第3位              | 第3位              |
| -------------- | ------------------ | ------------------ | ------------------ | ------------------ | ------------------ | ------------------ |
| 第1回（S.45）  | 東条章             | 明治               | 住田和彦           | 甲南               | 高中邦夫           | 立命館             |
| 第2回（S.46）  | 清邦彦             | 中央               | 沢本憲治           | 京都産業           | 河村邦親           | 愛知               |
| 第3回（S.47）  | 柏木靖司           | 甲南               | 坂元忠夫           | 日本               | 立花栄一           | 早稲田             |
| 第4回（S.48）  | 荒木重雄           | 中央               | 鈴木稔             | 東洋               | 佐藤久夫           | 東京経済           |
| 第5回（S.49）  | 岡本明弘           | 明治               | 上久保博視         | 東京教育           | 黒田和男           | 大阪学院           |
| 第6回（S.50）  | 早川豊             | 信州               | 照山雅博           | 東京経済           | 小川英彦           | 早稲田             |
| 第7回（S.51）  | 清水昇             | 立命館             | 鈴木哲夫           | 足利工業           | 黒川信幸           | 天理               |
| 第8回（S.52）  | 清水昇（2）        | 立命館             | 石井幸夫           | 筑波               | 野村尚生           | 神戸               |
| 第9回（S.53）  | 大竹浩一           | 東京農業           | 大日方正明         | 中央               | 佐野善博           | 神戸学院           |
| 第10回（S.54） | 中井光弘           | 東洋               | 小松満             | 足利工業           | 木村俊彦           | 筑波               |
| 第11回（S.55） | 有ケ谷将人         | 早稲田             | 中村芳宣           | 甲南               | 大藤浩伸           | 天理               |
| 第12回（S.56） | 大宮健             | 東京               | 鬼頭大策           | 名古屋工業         | 高瀬俊弘           | 中央               |
| 第13回（S.57） | 関野祐一           | 筑波               | 杉浦俊宏           | 専修               | 和田浩二           | 皇學館             |
| 第14回（S.58） | 中止               | 中止               | 中止               | 中止               | 中止               | 中止               |
| 第15回（S.59） | 久保田秀俊         | 信州               | 古川将巳           | 信州               | 大河原淳一         | 慶應義塾           |
| 第16回（S.60） | 鈴木誠一           | 中央               | 宮下保志           | 中央               | 上野隆夫           | 山口               |
| 第17回（S.61） | 細川泰男           | 立命館             | 堀和行             | 中央               | 宮下保志           | 中央               |
| 第18回（S.62） | 小峯正明           | 筑波               | 根谷崎基彦         | 慶應義塾           | 宮永向一           | 熊本               |
| 第19回（S.63） | 小峯正明（2）      | 筑波               | 川野克俊           | 中央               | 安永忠司           | 甲南               |
| 第20回（H.1）  | 小松邦宏           | 西日本工業         | 岩澤到             | 立教               | 田村宣明           | 中央               |
| 第21回（H.2）  | 佐野一義           | 東京農業           | 桐畑哲也           | 同志社             | 吉田卓史           | 慶應義塾           |
| 第22回（H.3）  | 蔵増将智           | 西日本工業         | 小松邦宏           | 西日本工業         | 清川裕志           | 早稲田             |
| 第23回（H.4）  | 関根浩明           | 東京農業           | 秋葉潔成           | 長崎               | 山崎功雄           | 日本               |
| 第24回（H.5）  | 柴崎則史           | 東京学芸           | 佐野一義           | 東京農業           | 河島邦宏           | 和歌山             |
| 第25回（H.6）  | 三栗信樹           | 近畿               | 増田賢嗣           | 東京               | 甲楽城一夫         | 京都教育           |
| 第26回（H.7）  | 柴田誠一           | 日本               | 田中秀和           | 桜美林             | 牛窪裕幸           | 東京農業           |
| 第27回（H.8）  | 目光玄             | 九州共立           | 高岡功次           | 日本               | 山口智裕           | 慶應義塾           |
| 第28回（H.9）  | 福本晋哉           | 近畿               | 大林弘幸           | 関西               | 三上裕之           | 明治               |
| 第29回（H.10） | 天候不良により中止 | 天候不良により中止 | 天候不良により中止 | 天候不良により中止 | 天候不良により中止 | 天候不良により中止 |
| 第30回（H.11） | 大林弘幸           | 関西               | 飯岡宏了           | 慶應義塾           | 蔵地隆文           | 帝塚山             |
| 第31回（H.12） | 前田浩史           | 同志社             | 茶山礼宜           | 明治               | 春原岳             | 慶應義塾           |
| 第32回（H.13） | 天候不良により中止 | 天候不良により中止 | 天候不良により中止 | 天候不良により中止 | 天候不良により中止 | 天候不良により中止 |
| 第33回（H.14） | 山田慎吾           | 大阪市立           | 仲里渉             | 千葉工業           | 羽佐田武彦         | 名古屋             |
| 第34回（H.15） | 天候不良により中止 | 天候不良により中止 | 天候不良により中止 | 天候不良により中止 | 天候不良により中止 | 天候不良により中止 |
| 第35回（H.16） | 上田謙佑           | 慶應義塾           | 辻研洋             | 近畿               | 重松佑輔           | 桜美林             |
| 第36回（H.17） | 古田俊明           | 桃山学院           | 石井勧             | 明治               | 本道啓行           | 明治               |
| 第37回（H.18） | 前田頌二郎         | 鹿児島国際         | 志賀裕之           | 信州               | 高田典仁           | 立命館             |
| 第38回（H.19） | 渡邉英右           | 中央               | 高崎修一           | 桃山学院           | 鈴木未来           | 金沢工業           |
| 第39回（H.20） | 平松鉄兵           | 信州               | 塩本恭佑           | 佛教               | 松井剛             | 東海               |
| 第40回（H.21） | 天候不良により中止 | 天候不良により中止 | 天候不良により中止 | 天候不良により中止 | 天候不良により中止 | 天候不良により中止 |
| 第41回（H.22） | 天候不良により中止 | 天候不良により中止 | 天候不良により中止 | 天候不良により中止 | 天候不良により中止 | 天候不良により中止 |
| 第42回（H.23） | 清水北登           | 信州               | 上島康平           | 京都橘             | 山中大輔           | 立命館             |
| 第43回（H.24） | 山本宏一郎         | 金沢工業           | 向本啓太           | 天理               | 澤田裕輝           | 愛知               |
| 第44回（H.25） | 天候不良により中止 | 天候不良により中止 | 天候不良により中止 | 天候不良により中止 | 天候不良により中止 | 天候不良により中止 |
| 第45回（H.26） | 天候不良により中止 | 天候不良により中止 | 天候不良により中止 | 天候不良により中止 | 天候不良により中止 | 天候不良により中止 |
| 第46回（H.27） | 村田賢祐           | 慶應義塾           | 大保抄平           | 國學院             | 小松嵩明           | 信州               |
| 第47回（H.28） | 脇田政宏           | 天理               | 荒木田優哉         | 日本大学工学部     | 春日井陽介         | 南山               |
| 第48回（H.29） | 天候不良により中止 | 天候不良により中止 | 天候不良により中止 | 天候不良により中止 | 天候不良により中止 | 天候不良により中止 |
| 第49回（H.30） | 天候不良により中止 | 天候不良により中止 | 天候不良により中止 | 天候不良により中止 | 天候不良により中止 | 天候不良により中止 |
| 第50回（R.1）  | 三嶋柊太           | 愛知               | 源根史也           | 高知               | 松本英悟           | 埼玉               |
| 第51回（R.2）  | コロナ禍により中止 | コロナ禍により中止 | コロナ禍により中止 | コロナ禍により中止 | コロナ禍により中止 | コロナ禍により中止 |
| 第52回（R.3）  | 下司皓太           | 天理               | 菊池凛             | 筑波               | 岡田昂大           | 名古屋工業         |
| 第53回（R.4）  | 甲斐滉基           | 関西学院           | 竹平和生           | 鳥取               | 南昂聖             | 岡山商科           |
| 第54回（R.5）  | 天候不良により中止 | 天候不良により中止 | 天候不良により中止 | 天候不良により中止 | 天候不良により中止 | 天候不良により中止 |
| 第55回（R.6）  | 大和田寛喜         | 中央               | 石田光星           | 国際武道           | 稲葉侑真           | 筑波               |

## 過去の成績（女子）
| 開催年         | 優勝               | 優勝               | 準優勝             | 準優勝             | 第3位              | 第3位              |
| -------------- | ------------------ | ------------------ | ------------------ | ------------------ | ------------------ | ------------------ |
| 第1回（S.45）  | 船田美喜子         | 富山               | 佐藤加代子         | 岩手               | 疋島千代美         | 中京女子           |
| 第2回（S.46）  | 須原充子           | 東洋               | 内藤初美           | 京都外国語         | 出口真弓           | 信州               |
| 第3回（S.47）  | 大西富美子         | 文化女子           | 豊田弘子           | 富山               | 関良子             | 信州               |
| 第4回（S.48）  | 伊藤典子           | 学習院             | 小池琴波           | 東京経済           | 草薙秀代           | 中央               |
| 第5回（S.49）  | 島久子             | 中央               | 福家鶴代           | 東京農業           | 根本修子           | 中央               |
| 第6回（S.50）  | 中山和子           | 天理               | 花田主子           | 天理               | 篠田瑞子           | 神戸学院           |
| 第7回（S.51）  | 太田順子           | 四国女子           | 西村奈緒美         | 信州               | 桑本六実           | 早稲田             |
| 第8回（S.52）  | 宮本恭子           | 甲南女子           | 山田二三枝         | 京都外国語         | 上村裕美子         | 東洋               |
| 第9回（S.53）  | 清野比咲子         | 早稲田             | ※決勝進出者1名     |                    |                    |                    |
| 第10回（S.54） | 伝田正子           | 信州               | 滝波優子           | 神戸               | 森田くみ子         | 中央               |
| 第11回（S.55） | 三嘴裕子           | 筑波               | 池田典代           | 東京農業           | 村尾裕子           | 神戸               |
| 第12回（S.56） | 平戸緑             | 東海               | 地子昌江           | 東京経済           | 森田くみ子         | 中央               |
| 第13回（S.57） | 清水美由紀         | 神戸市外国語       | 武田千鶴           | 同志社             | 稲賀子             | 甲南女子           |
| 第14回（S.58） | 中止               | 中止               | 中止               | 中止               | 中止               | 中止               |
| 第15回（S.59） | 佐々木貴子         | 筑波               | 綾部香子           | 筑波               | 菊池佐登子         | 筑波               |
| 第16回（S.60） | 渡部智恵           | 筑波               | 平仲由美子         | 山口               | 山下英子           | 奈良               |
| 第17回（S.61） | 平仲由美子         | 山口               | 横田奈都子         | 慶應義塾           | 日下佳輿           | 文教               |
| 第18回（S.62） | 彦坂文枝           | 信州               | 佐々木貴子         | 筑波               | 河野奈津子         | 甲南               |
| 第19回（S.63） | 今村麻子           | 明治               | 好崎聡子           | 筑波               | 苗田紀世           | 神戸               |
| 第20回（H.1）  | 泉名晴美           | 日本               | 松田京子           | 筑波               | 斎藤登喜子         | 筑波               |
| 第21回（H.2）  | 泉名晴美（2）      | 日本               | 坂吉雅子           | 同志社             | 馬目理恵子         | 桜美林             |
| 第22回（H.3）  | 坂吉雅子           | 同志社             | 平野寿美           | 奈良文化女子短期   | 月田昌子           | 関西               |
| 第23回（H.4）  | 原井貴子           | 筑波               | 宮澤智恵子         | 東京農業           | 牛上敦子           | 和歌山             |
| 第24回（H.5）  | 小川英美子         | 国際武道           | 宮本桃子           | 愛知               | 金子史             | 東京学芸           |
| 第25回（H.6）  | 長沢清子           | 国際武道           | 福井あかね         | 桜美林             | 湯田麗子           | 日本               |
| 第26回（H.7）  | 前田千絵子         | 中京女子           | 宮崎美姫子         | 日本               | 中川裕恵           | 筑波               |
| 第27回（H.8）  | 長谷有紀           | 近畿               | 岩田直美           | 吉備国際           | 上山恵子           | 中九州短期         |
| 第28回（H.9）  | 堀瀬千恵           | 奈良文化女子短期   | 梅原美保           | 桃山学院           | 岩田直美           | 吉備国際           |
| 第29回（H.10） | 天候不良により中止 | 天候不良により中止 | 天候不良により中止 | 天候不良により中止 | 天候不良により中止 | 天候不良により中止 |
| 第30回（H.11） | 高橋知代           | 近畿               | 吉川裕子           | 近畿               | 袖山友子           | 桜美林             |
| 第31回（H.12） | 垣江友子           | 早稲田             | 鈴木志保           | 立命館             | 玉井奈緒           | 近畿               |
| 第32回（H.13） | 天候不良により中止 | 天候不良により中止 | 天候不良により中止 | 天候不良により中止 | 天候不良により中止 | 天候不良により中止 |
| 第33回（H.14） | 越智あゆみ         | 関西学院           | 山口知也           | 明治               | 中川阿紀           | 信州               |
| 第34回（H.15） | 天候不良により中止 | 天候不良により中止 | 天候不良により中止 | 天候不良により中止 | 天候不良により中止 | 天候不良により中止 |
| 第35回（H.16） | 斎藤美穂子         | 中京女子           | 仲尾瞳             | 天理               | 近藤絵里           | 国際武道           |
| 第36回（H.17） | 春田絵理子         | 近畿               | 土田裕子           | 関西               | 井達美絵           | 桜美林             |
| 第37回（H.18） | 田中美佐子         | 筑波               | 杉浦早紀           | 信州               | 吉永佳世           | 早稲田             |
| 第38回（H.19） | 永井喜子           | 吉備国際           | 千葉笑美           | 東日本国際         | 山下恵             | 早稲田             |
| 第39回（H.20） | 岸未樹子           | 慶應義塾           | 佐藤ゆかり         | 桜美林             | 中島梓             | 信州               |
| 第40回（H.21） | 天候不良により中止 | 天候不良により中止 | 天候不良により中止 | 天候不良により中止 | 天候不良により中止 | 天候不良により中止 |
| 第41回（H.22） | 天候不良により中止 | 天候不良により中止 | 天候不良により中止 | 天候不良により中止 | 天候不良により中止 | 天候不良により中止 |
| 第42回（H.23） | 上田瑠璃           | 広島工業           | 堀部ともみ         | 中部               | 五十嵐瑛美子       | 慶應義塾           |
| 第43回（H.24） | 田村優佳           | 法政               | 上田静香           | 同志社             | 中谷早希           | 明治               |
| 第44回（H.25） | 天候不良により中止 | 天候不良により中止 | 天候不良により中止 | 天候不良により中止 | 天候不良により中止 | 天候不良により中止 |
| 第45回（H.26） | 天候不良により中止 | 天候不良により中止 | 天候不良により中止 | 天候不良により中止 | 天候不良により中止 | 天候不良により中止 |
| 第46回（H.27） | 平本衣里賀         | 広島国際           | 岩下晴奈           | 天理               | 田村優佳           | 法政               |
| 第47回（H.28） | 宮本佑香           | 天理               | 岡田那々子         | 関西学院           | 堀内弥花           | 愛知               |
| 第48回（H.29） | 天候不良により中止 | 天候不良により中止 | 天候不良により中止 | 天候不良により中止 | 天候不良により中止 | 天候不良により中止 |
| 第49回（H.30） | 天候不良により中止 | 天候不良により中止 | 天候不良により中止 | 天候不良により中止 | 天候不良により中止 | 天候不良により中止 |
| 第50回（R.1）  | 向下奈桜           | 同志社             | 遠藤未來           | 明治               | 永田小夏           | 鹿児島国際         |
| 第51回（R.2）  | コロナ禍により中止 | コロナ禍により中止 | コロナ禍により中止 | コロナ禍により中止 | コロナ禍により中止 | コロナ禍により中止 |
| 第52回（R.3）  | 瀧水幸虹           | 聖カタリナ         | 瀬川珠璃           | 国際武道           | 石川萌             | 国際武道           |
| 第53回（R.4）  | 齋藤舞             | 同志社             | 宮本紗衣           | 関西               | 今村帆奈美         | 國學院             |
| 第54回（R.5）  | 天候不良により中止 | 天候不良により中止 | 天候不良により中止 | 天候不良により中止 | 天候不良により中止 | 天候不良により中止 |
| 第55回（R.6）  | 松元瑚恋           | 鹿児島国際         | 野村美優           | 佛教               | 小川貴子           | 筑波               |